# Fear and Loathing in Las Vegas
Medo e Delírio em Las Vegas: Uma Jornada Selvagem ao Coração do Sonho Americano é um romance de 1971 no estilo jornalístico gonzo de Hunter S. Thompson. O livro é um roman à clef, enraizado em incidentes autobiográficos. A história acompanha seu protagonista, Raoul Duke, e seu advogado, Doutor Gonzo, enquanto eles vão até Las Vegas para perseguir o Sonho Americano em meio a uma névoa induzida por drogas, enquanto refletem sobre o fracasso do movimento contracultural dos anos 1960. A obra é o livro mais famoso de Thompson e é conhecida por suas descrições escabrosas do uso de drogas ilícitas e sua retrospectiva inicial sobre a cultura da década de 1960. A mistura altamente subjetiva de fato e ficção de Thompson, que foi popularizada, ficou conhecida como jornalismo gonzo. Ilustrado por Ralph Steadman, o romance apareceu pela primeira vez como uma série de duas partes na revista Rolling Stone em 1971, antes de ser publicado em forma de livro em 1972. Mais tarde, foi adaptado para um filme de mesmo título em 1998 pelo diretor Terry Gilliam, estrelado por Johnny Depp e Benicio del Toro, que interpretaram Raoul Duke e Dr. Gonzo, respectivamente.
No livro The Great Shark Hunt, Thompson se refere a Medo e Delírio em Las Vegas como "um experimento fracassado no jornalismo gonzo" que ele praticava, que se baseava na ideia de William Faulkner de que "a melhor ficção é muito mais verdadeira do que qualquer tipo de jornalismo - e os melhores jornalistas sempre souberam disso".
Ele chamou isso de um experimento fracassado porque originalmente pretendia registrar cada detalhe da viagem a Las Vegas conforme acontecia e depois publicar as notas brutas e não editadas; no entanto, ele as revisou durante a primavera e o verão de 1971. Por exemplo, o romance descreve Duke participando da corrida de motocicletas e da convenção de narcóticos em poucos dias; os eventos reais ocorreram com um mês de intervalo. Mais tarde, ele escreveu: "Eu me vi impondo uma estrutura essencialmente ficcional ao que começou como uma peça de jornalismo puro e simples".
No entanto, os críticos consideram Medo e Delírio a maior conquista de Thompson no jornalismo gonzo. Por exemplo, o jornalista e autor Mikal Gilmore disse que o romance "parece livre quando você o lê [mas] não parece acidental. A escrita está ali, na página — surpreendente, sem precedentes e brilhantemente trabalhada".